# Dimmalætting
A Dimmalætting Feröer legnagyobb napilapja. A lapot a P/F Dimmalætting, Feröer legrégebbi részvénytársasága adja ki 1878 óta. Internetes kiadása is napi frissítésű hírekkel és információkkal szolgál az olvasóknak.
A kiadó tulajdonrésszel bír a Prentmiðstøðini lapnyomdában, valamint Feröer legnagyobb könyvnyomdájában, a Føroyaprentben.

## Történelem
1877. július 30-31-én hozták létre az A/S Færø Amtstidendes Bogtrykkeri nevű céget a lap kiadására. Az újságnak két neve volt: dán nyelven Amtstidene for Færøerne, feröeri nyelven Dimmalætting. A ma is használt feröeri nevet Venceslaus Ulricus Hammershaimb nesi lelkész adta a lapnak. Az 50 koronás névértékű részvényekből október 1-ig 111-et készítettek. 1877 decemberében kiadtak egy mintaszámot, amelyben minden részvényes nevét közzétették. Legtöbbjük egy-egy részvényt jegyzett, de egyvalaki öt, ketten négy, hárman pedig két részvényt jegyeztek – köztük a névadó nesi lelkész is.
Az I. évfolyam 1. száma 1878. január 5-én jelent meg, és azóta a lap rendszeresen megjelenik. Az 5550 koronás alaptőkét 1994-ben, a részvénytársaságokról szóló új törvény megjelenésekor 500 000 koronával megemelték, és a cég nevét P/F Dimmalættingre változtatták.
Főszerkesztője több mint 50 éven át Georg Lindenskov Samuelsen volt.